# Musée d'archéologie et d'histoire du Mans
Le musée d'archéologie et d'histoire du Maine, ou officiellement musée Jean-Claude-Boulard Carré Plantagenêt, est un musée situé dans la ville du Mans, dans le quartier Saint-Nicolas, proche du secteur centre. Entièrement restauré et réaménagé par l'architecte Bernard Althabegoity, il a été officiellement inauguré le 19 juin 2009 et a été ouvert au public le jour suivant.

## Histoire
Le Mans a été l'une des premières villes de France à obtenir un musée après la Révolution. Il ouvre et est visitable gratuitement dès le 21 juin 1799. Il est installé dans les galeries de l'abbaye de la Couture, accueillant aujourd'hui la préfecture de la Sarthe. La majeure partie de la collection est celle du maréchal de Tessé, dont un descendant a émigré en Suisse pendant la Révolution. Ce musée consacré aux beaux-arts est devenu le Musée de Tessé.
C'est dans la Société française pour la conservation des monuments, sous l'action d'Arcisse de Caumont, que se développe la connaissance des monuments historiques grâce aux sessions des Congrès archéologiques de France et au Bulletin monumental, et le souhait de leur conservation. La commission administrative des monuments historiques du département de la Sarthe, Eugène Mancel étant préfet, forme le projet d'un musée ou d'un lieu de dépôt des différents objets anciens dont la destruction est imminente. Charles Drouet (1779-1862), maître de forges à Sainte-Jamme-sur-Sarthe, naturaliste et antiquaire, conseiller général de la Sarthe de 1833 à 1848, inspecteur divisionnaire pour la Sarthe de la Société française d'archéologie, a pris l'initiative de créer une commission de huit membres, dont Eugène Hucher, qui a rencontré en 1844 le maire, Pierre Piédor, pour la création d'un musée monumental historique. Le 4 juin 1846, le maire du Mans, Auguste Trotté de la Roche, décide la création d'un Musée des monuments historiques. Une commission de dix membres est créée pour procéder à son organisation. Le maire et le conseil municipal, après le rapport l'architecte-voyer Lhommedé, décident de son installation dans les sous-sols du théâtre municipal, en face de la cathédrale. Le conseil général de la Sarthe accorde en 1846 une subvention à la Société pour la conservation des monuments pour la création de ce musée. Cette société a de son côté accordé une subvention pour acquérir et transporter au musée les statues tombales des vicomtes de Beaumont. Charles Drouet est le premier directeur du musée jusqu'à son remplacement par Eugène Hucher, le 22 novembre 1862. Ce dernier avait été nommé conservateur-adjoint en 1859. Le 14 mars 1876, son fils, Ferdinand Hucher, est nommé conservateur-adjoint du musée qui est désigné pour la première fois Musée archéologique de la Ville du Mans. Il en devient le conservateur après la mort de son père. À partir de 1883, on cherche un nouveau d'installation du musée. L'accord se fait pour la crypte de l'ancienne église collégiale de Saint-Pierre-la-Cour après des pourparlers avec l'architecte en chef des monuments historiques Denis Darcy. Le transfert est fait après des travaux de restauration, en 1903. Ferdinand Hucher meurt le 19 juillet 1903. Joseph Morancé, architecte-voyer de la ville du Mans, est nommé conservateur du musée,.
Le musée d'archéologie du Mans est supprimé en 1940 et la plupart des œuvres sont alors entreposées au musée de Tessé, dans la réserve, ou bien au musée d'Allonnes en exposition.
Le Carré Plantagenêt, musée d’archéologie et d’histoire du Mans, a été inauguré le 18 juin 2009 dans les anciens bâtiments du couvent des Filles-Dieu, qui accueillait des religieuses vivant sous la règle de saint Augustin. Ce couvent a été supprimé au XVIIIe siècle pour servir d'hôpital séminaire pour les prêtres âgés et les indigents. Les bâtiments ont été vendus comme bien national pendant la Révolution. Une partie des bâtiments a été achetée par l'imprimeur Charles Monnoyer. Le musée présente objets et vestiges issus de fouilles récentes allant de la Préhistoire au Moyen Âge permettant de découvrir le mode de vie et l'histoire locale.

## Le Carré Plantagenêt

### Le bâtiment
Le site retenu est celui de l'ancienne imprimerie Monnoyer, juste en face du palais des Comtes du Maine, sur l'emplacement où s'élevait un couvent au Moyen Âge. La construction du bâtiment coûte un peu plus d'un million d'euros et son aménagement, environ 20,2 millions d'euros. Le musée, pensé par l'architecte Bernard Althabegoïty, dispose de 3 360 m2 d'espace, dont 1 400 m2 sont consacrés à la présentation des collections permanentes et 300 m2 aux expositions temporaires. L'espace possède un auditorium de 120 places où se côtoient vieilles pierres et techniques de pointe. Il est inauguré le 19 juin 2009.

### Collections
Le musée se compose de cinq parties distinctes comprenant, œuvres, collections permanentes et maquettes explicatives correspondant aux cinq époques suivantes :
- les temps préhistoriques ;
- la protohistoire ;
- nos ancêtres les Gallo-romains ;
- le haut Moyen Âge ;
- le Maine médiéval.

Le trésor des Sablons, le suaire de Saint-Bertrand, l'émail Plantagenêt et le trésor d'argenterie de Coëffort comptent parmi les pièces les plus importantes. Une salle abrite six gisants, dont quatre proviennent de l'ancienne abbaye d'Étival-en-Charnie.

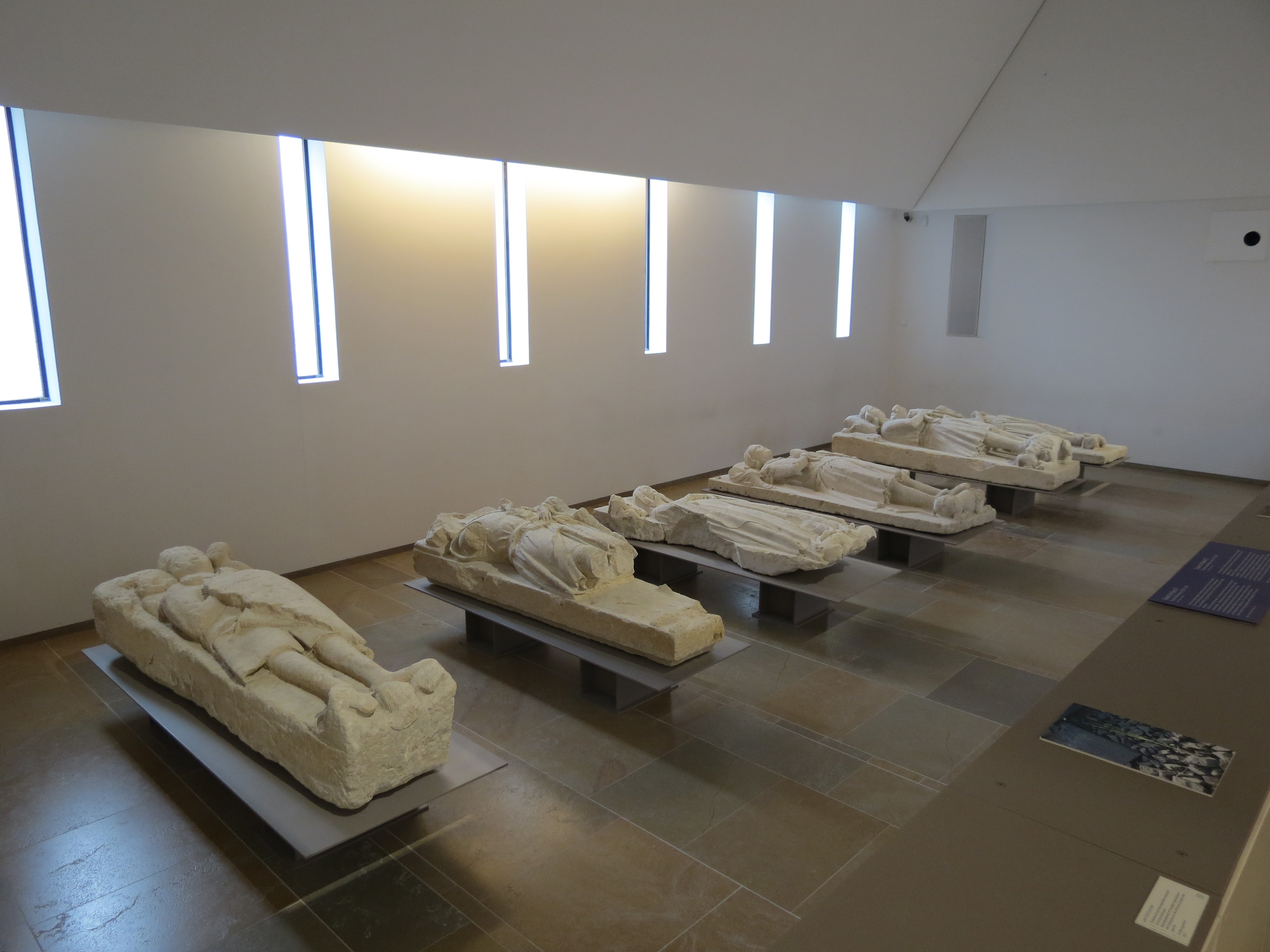
Salle des gisants
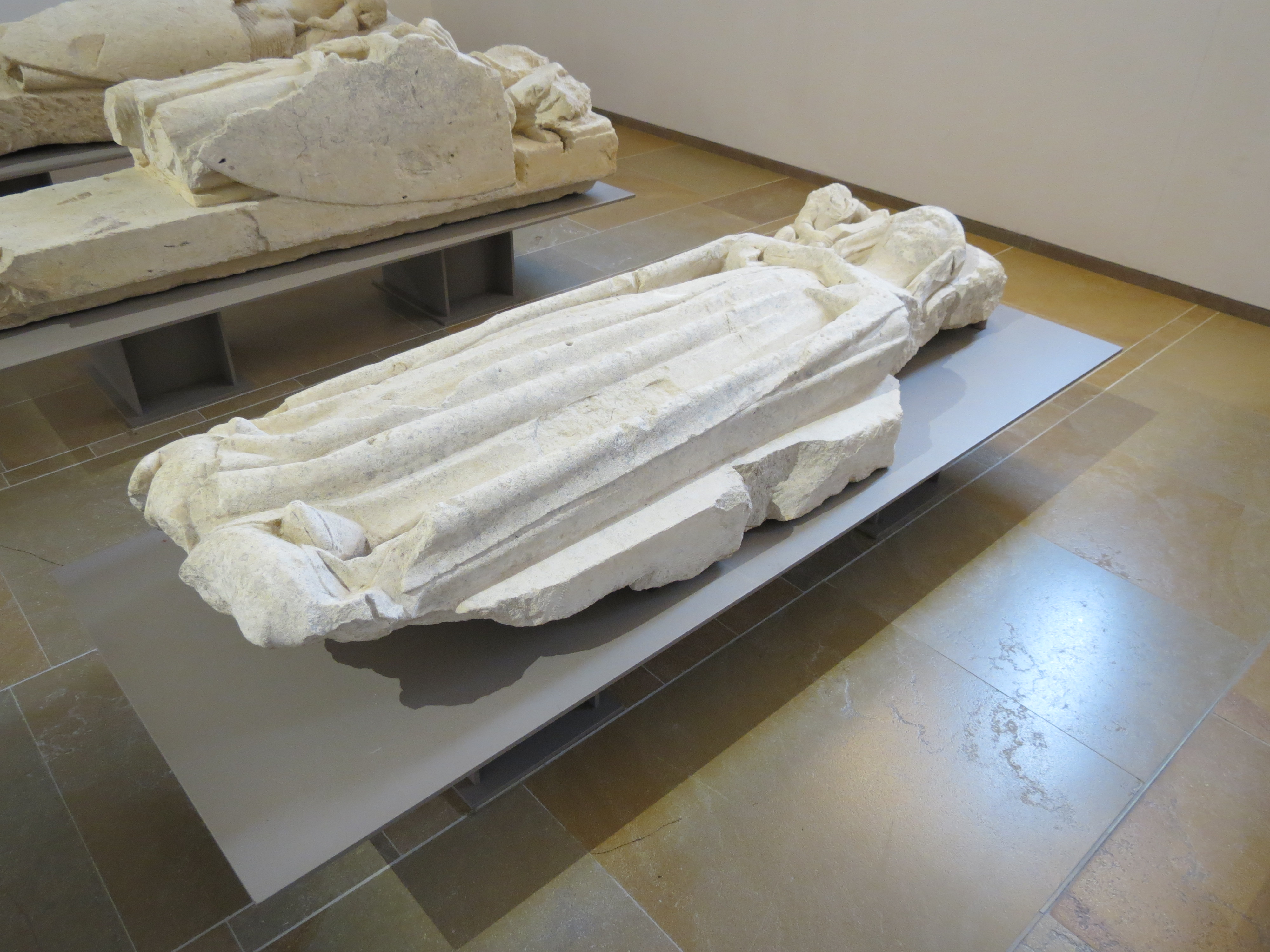
Gisant d'Agnès (vers 1250-1306), vicomtesse de Beaumont
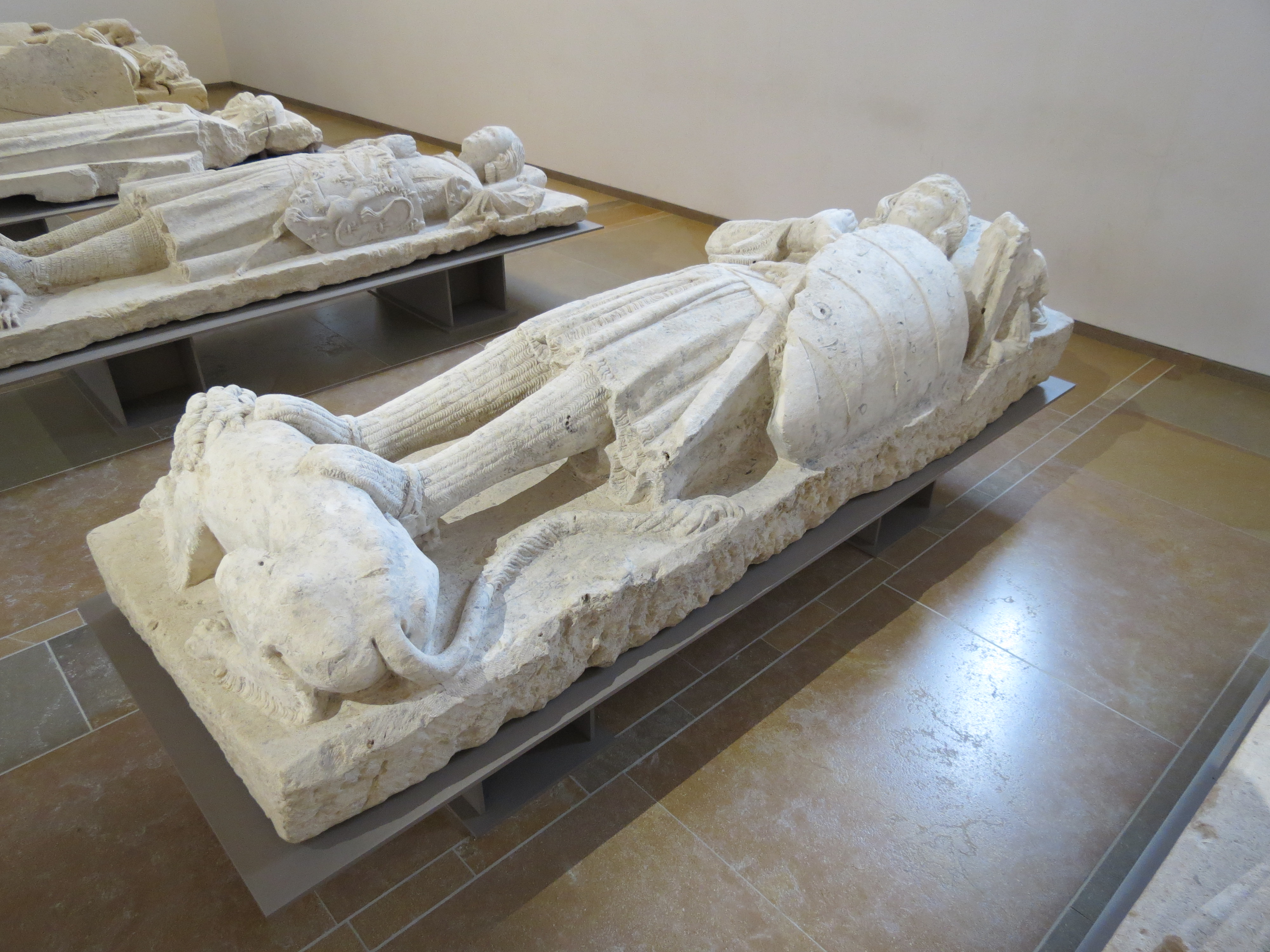
Gisant de Jean de Maule, chevalier mort en 1323
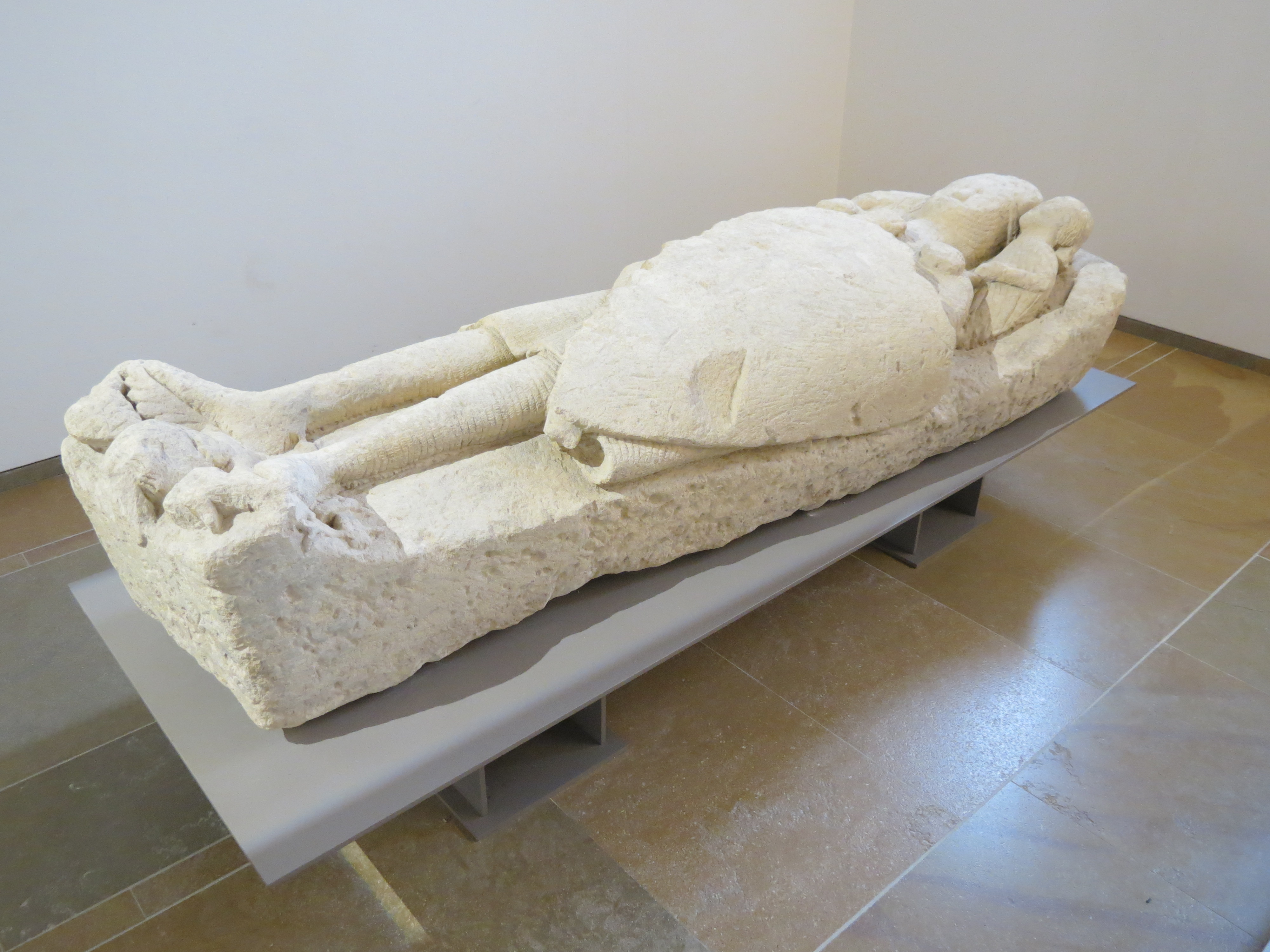
Gisant de Raoul V (1093-1133), vicomte de Beaumont

### Accessibilité
Le carré Plantagenêt est accessible à la station Jacobins - Quinconces de la ligne T2 du tramway du Mans.